# Kehrli (Utzenstorf)

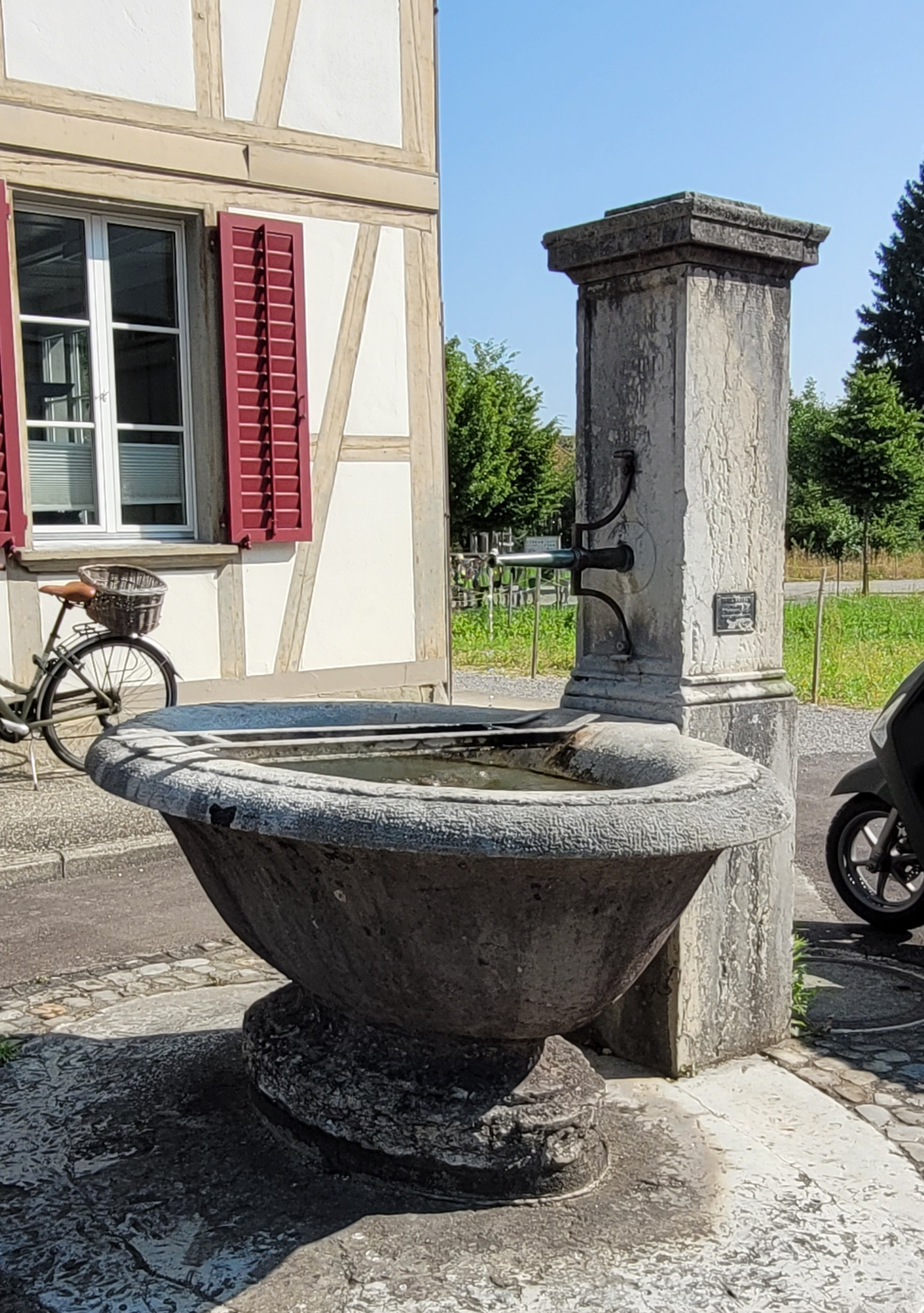
Der Schulhausbrunnen beim alten Schulhaus in Utzenstorf, im Jahr 1864 gestiftet von Niklaus Kehrli (2025)

Die Familie Kehrli bzw. Kerli ist seit spätestens 1520 in Utzenstorf ansässig.

## Geschichte
Seit dem frühen 14. Jahrhundert ist der Familienname Kerli im Raum des ehemaligen Amtes Fraubrunnen greifbar. Ein Junker aus der Familie der Frieso verkaufte 1310 in Jegenstorf an Peter von Krauchthal zwei Hofstätten samt Kirchensatz und Vogtei sowie anderen Grundstücken in Jegenstorf. Eines dieser Grundstücke wurde in der Kaufurkunde als situm ibidem inter duos rivos prope domum Kerlis (gelegen zwischen zwei Bächen, neben dem Haus Kerli) beschrieben. Im Jegenstorfer Jahrzeitbuch werden unter dem 6. April Wernher Kerli, seine Frau Berchta und ihr Sohn Burkard erwähnt. Vielleicht ist der genannte Burkard identisch mit herr Burckart Kerlis, ritters, der im Jahrzeitbuch der Kirche Worb eingetragen ist. Die Nennung Herr Burkard Kerli Ritter weist eindeutig darauf hin, dass der besagte Burkard die Ritterwürde besass. Ländliche Honoratioren konnten den nicht erblichen Ritterschlag erhalten, wenn sie sich in Kriegen besonders hervorgetan hatten. Namensträger liessen sich auch in den nahegelegenen Städten Bern und Solothurn nieder. Ein Claus Kerli findet sich im 15. Jahrhundert als Burger in Solothurn.
In der 1437 entstandenen Handschrift des Landshuter Urbars des Rudolf von Ringoltingen erscheint der Name Kerli noch nicht, doch finden sich darin zahlreiche Handänderungen, die bezeugen, dass verschiedene Angehörige der Familie im Verlauf des 15. Jahrhunderts in Utzenstorf Land erwerben konnten. Im ältesten Büren-Urbar erscheint 1520 erstmals ein Träger des Namens Kerli in Utzenstorf: Benedict Kerli von Utzistorff, der daselbst die Ackermatt erwarb. Dieser dürfte identisch sein mit dem Utzenstorfer Ammann Bendicht Kerli, der 1527 zusammen mit seinem Amtskollegen zu Bätterkinden die Antwort der Vogtei Landshut auf das bernische Reformationsmandat unterzeichnete. Das erste Taufbuch der Kirchhöre Utzenstorf wurde 1555 begonnen und enthält zahlreiche Eintragungen unter dem Namen Kerli.
1625 wurde der Utzenstorfer Tischmacher Martin Kerli in Bern zum Burger angenommen, allerdings später im Rahmen einer Gesetzesrevision wie viele andere zum Hintersassen (Geduldeter) herabgestuft. 1660 wurde der ebenfalls aus Utzenstorf stammenden Tischmacher Mathis Kerli als Stubengeselle der Gesellschaft zu Zimmerleuten in Bern angenommen, allerdings als äusserer Meister und Hintersasse, da das bernische Burgerrecht 1651 geschlossen wurde. Sein Zweig erlosch in Bern nach einer Generation wieder.
Johannes Kehrli (1749–1803) verliess 1798 mit seiner Gattin Barbara Jost die Gemeinde Utzenstorf und liess sich in der Fuhrenweid (Oberbalm) nieder. Ein anderer Zweig liess sich in Neuchâtel und Le Locle nieder. Johannes Kehrli (1844–1921) verliess Oberbalm und betätigte sich im Berner Mattequartier als Dachdecker. Er übernahm 1884 das Dachdeckergeschäft des Ulrich Steiner (1787–?), welches seit mindestens 1822 an der Matte bestand. Seine Nachkommen besitzen seit 1967 das Burgerrecht von Bern und gehören der Gesellschaft zu Mittellöwen an.

## Personen
- Charles Kehrli, Uhrmacher in Le Locle
- Jakob Otto Kehrli (1892–1962), Jurist und Schriftsteller
- Ernst Kehrli (1918–1984), Künstler, Hotelier
- Yvonne Kehrli–Zopfi, Regierungsstatthalterin
- Oli Kehrli (* 1976), Liedermacher

## Wappen
| | Blasonierung: „Geviertet, 1 und 4, in Silber eine aus einem roten Topf wachsende siebenblätterige grüne Linde, 2 und 3, in Rot eine silberne Lilie.“ |
| Wappenbegründung: Das Wappen haben bereits der eidg. Oberstleutnant Jakob Kehrli wie auch Johann Kehrli, Fürsprecher, beide von Utzenstorf, in den frühen 1840er Jahren als Siegel verwendet, allerdings in einer nicht eindeutigen Tingierung. In der vorliegenden Form wird es von dem 1967 in Bern eingebürgerten Zweig gemäss den Richtlinien der Burgergemeinde Bern geführt. Andere Zweige führen abweichende Wappen. | |